# Берендино (деревня)
Бере́ндино — деревня в Воскресенском муниципальном районе Московской области. Входит в состав сельского поселения Ашитковское. Население — 76 чел. (2010).

## География
Деревня Берендино расположена в восточной части Воскресенского района, примерно в 5 км к северо-востоку от города Воскресенск. Высота над уровнем моря 134 м. Ближайший населённый пункт — деревня Потаповское.

## Название
Название связано с некалендарным личным именем Беренда.

## История
В 1926 году деревня являлась центром Берендинского сельсовета Усмерской волости Бронницкого уезда Московской губернии.
С 1929 года — населённый пункт в составе Воскресенского района Коломенского округа Московской области. 20 мая 1930 года деревня была передана в Ашитковский район Коломенского округа Московской области (с июля 1930 года — Виноградовский район Московской области). В 1957 году, после того как был упразднён Виноградовский район, деревня снова была передана в Воскресенский район.
До муниципальной реформы 2006 года Берендино входило в состав Конобеевского сельского округа Воскресенского района.

## Население
В 1926 году в деревне проживало 328 человек (146 мужчин, 182 женщины), насчитывалось 63 крестьянских хозяйства. По переписи 2002 года — 38 человек (15 мужчин, 23 женщины).
| 1926 | 2002 | 2010 |
| ---- | ---- | ---- |
| 328  | ↘38  | ↗76  |